# کیتی گریوس
کیتی گریوس (انگلیسی: Katie Greves; ۲ سپتامبر ۱۹۸۲) قایقران روئینگ زن اهل بریتانیا است.
وی در مسابقات کشوری و بین‌المللی در مجموع برندهٔ ۲ مدال طلا، ۷ مدال نقره، ۱۵ مدال برنز شده‌است.